# Gregory Chaitin

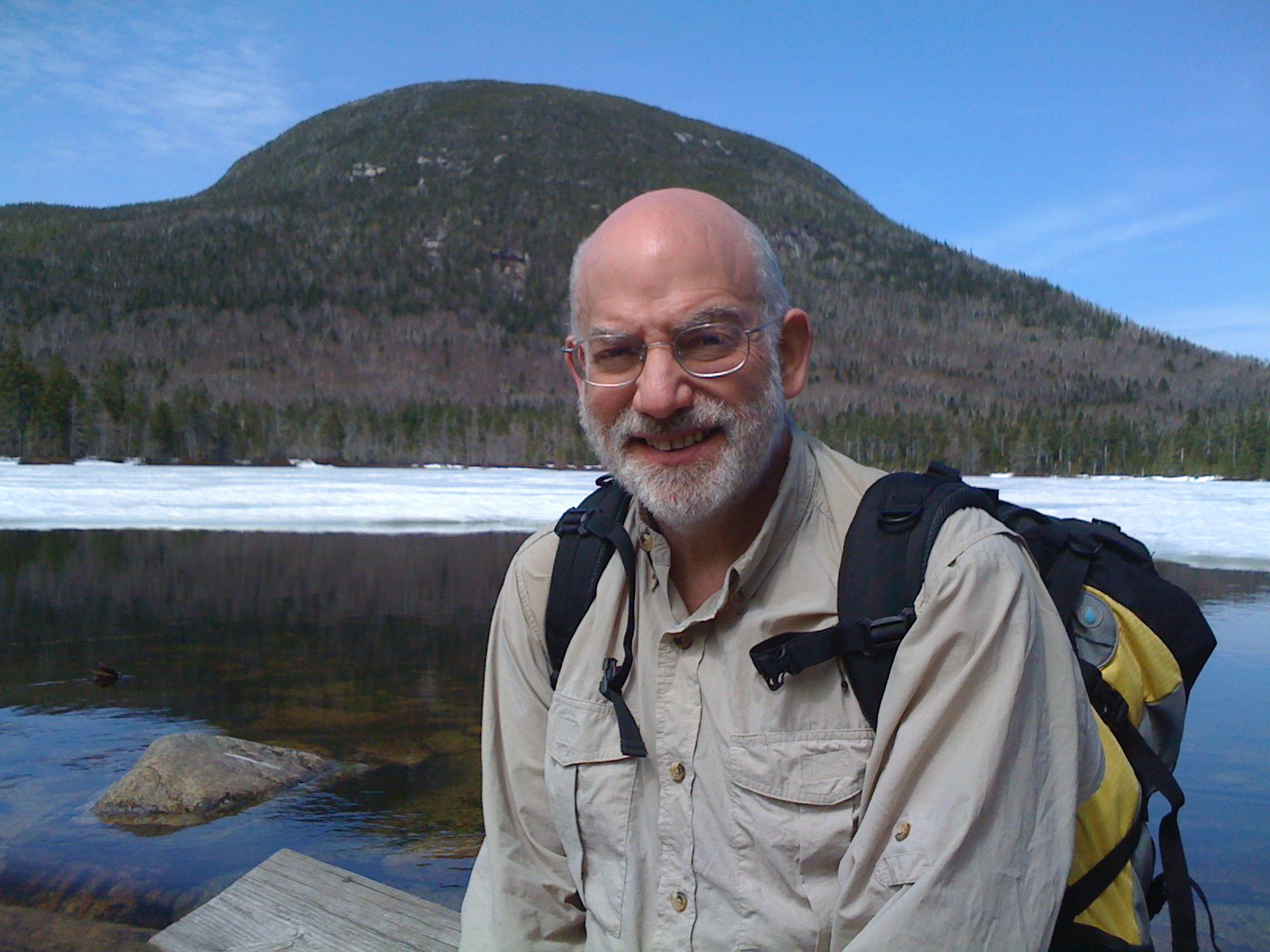
Gregory Chaitin, 2008

Gregory J. Chaitin (* 25. Juni 1947 in Chicago) ist ein US-amerikanischer Mathematiker und Philosoph. Sein Hauptarbeitsgebiet ist die Berechenbarkeitstheorie. Er steht damit in der Tradition von Kurt Gödel und Alan Turing, deren Theoreme (Unvollständigkeitssatz, Turing-Berechenbarkeit) er zur Algorithmischen Informationstheorie verallgemeinerte, die der Kolmogorow-Komplexität ähnlich ist.

## Leben
Chaitin wurde als Kind argentinischer Einwanderer aus Buenos Aires geboren. Die Familie zog aber schon früh nach New York, wo er bereits in jungen Jahren durch das Buch Gödel's Proof von Ernest Nagel und James R. Newman über Gödels Unvollständigkeitssatz zur Berechenbarkeitstheorie hingezogen wurde. (Chaitin geht diese jedoch von Seiten der Informationstheorie Shannons an.) Er besuchte ab 1962 die Bronx High School of Science und ab 1965 die City University of New York (CUNY). 1966 ging er mit der Familie zurück nach Buenos Aires, wo er bei IBM als Programmierer anfing und Kurse in LISP-Programmierung und Metamathematik an der University of Buenos Aires hielt. Anfang der 1970er entstand seine Arbeit Information theoretic limits of formal systems (erweitert publiziert im ACM Journal 1974), die ihm eine Einladung ans Thomas J. Watson Research Center der IBM einbrachte, wo er bis heute tätig ist. Von 1976 bis 1985 arbeitete er dort als Software- und Hardwareingenieur an IBMs RISC Projekt. Zurzeit ist er auch Gastprofessor im Computer Science Department der University of Auckland in Neuseeland.

## Werk
Seine Ergebnisse betreffen die Struktur mathematischer Theorien. Chaitin sucht Aussagen zur prinzipiellen Berechenbarkeit und zur prinzipiellen Entscheidbarkeit mathematischer Sätze.
Er beschäftigte sich mit Beispielen für prinzipiell unentscheidbare Sätze. Bei solchen Sätzen sei es komplett „zufällig“, ob sie wahr oder falsch seien. Der englische Begriff random kann allerdings auch wahllos oder regellos heißen; gemeint ist hier, dass diese Sätze nicht „begründet“ werden können, sondern „dass es eben so ist“.
Laut Chaitin hat er bewiesen, dass es bis auf endlich viele Ausnahmen unentscheidbar ist, ob eine Zahl Kolmogorow-reduzibel ist, d. h. ob es ein kleineres Programm gibt, das diese Zahl erzeugt. Es existiert also kein allgemeines Verfahren, mit dem die Kolmogorow-Komplexität gemessen werden könnte.
Die Interpretation von Chaitins Ergebnissen ist unter einigen Mathematikern umstritten.
Von ihm stammt die Chaitinsche Konstante.
Chaitin hat auch viel zur Philosophie der Mathematik geschrieben, insbesondere in Zusammenhang mit den Unvollständigkeitssätzen Gödels und Komplexitätsfragen.
1995 wurde er Ehrendoktor der University of Maine und erhielt 2002 eine Ehren-Professur in Buenos Aires. Von 2012 bis 2015 war er Mitglied der Leibniz-Sozietät der Wissenschaften zu Berlin.

## Schriften
- Algorithmic information theory, Cambridge University Press 1987
- The Limits of Mathematics, Springer-Verlag, 1998.
- The Unknowable, Springer-Verlag, 1999.
- Exploring Randomness, Springer-Verlag, 2001.
- Conversations with a Mathematician, Springer-Verlag, 2002.
- Meta Math!, Pantheon Books 2005
- Thinking about Gödel and Turing - Essays on Complexity 1970-2007, Singapore 2007.
- Randomness and mathematical proof, Scientific American 1975
- Randomness in Arithmetic, Scientific American 1988